# Parc régional du delta du Pô d'Émilie-Romagne
Le parc régional du delta du Pô est une aire protégée, instituée en 1988, qui couvre 52 000 hectares de la région Émilie-Romagne, qui s’étend du Pô de Goro et qui couvre tout le delta historique du Pô, englobant également les embouchures des fleuves Reno, Lamone, Bevano. Comprenant entre autres les zones humides et saumâtres de la côte Adriatique et l’arrière-pays immédiat : la poche de Goro, les marais de Comacchio, les terres de Ravenne, les salines de Cervia, les forêts d’Argenta, la forêt de la Panfilia, la forêt de Mesola et les pinèdes du Lido di Classe à l’embouchure du Savio au nord de Cervia.

## Monuments à l’intérieur du parc
- l’abbatiale de Pomposa
- l’église de San Giorgio
- St. Appolinaire in Classe
- les canaux de régulation hydraulique
- les centres historiques de  Ferrare, Mesola, Comacchio, Spina, Voghiera, Ravenne et Cervia
- la maison de pêcheur où fut déposée Anita Garibaldi le 2 août 1849 (Lido delle Nazioni).

## Forêt de Panfilia
La forêt de la Panfilia (Bosco della Panfilia) est une zone boisée de 80 hectares qui fait partie du parc régional de la province de Ferrare, sur le Delta du Pô en Émilie-Romagne, Italie.

### Géographie et histoire
La forêt se situe à l’Est de la plaine du Pô dans la zone géographique du delta du Pô, entre le Cavo Napoleonico à l’ouest, la commune de Sant'Agostino au nord, la zone de Poggio Renatico à l’est et le tronçon du fleuve Reno qui divise les deux provinces de Ferrare et Bologne.
Un litige portant sur la manière d’éloigner les risques d’inondation et d’envasement de ce cours d’eau qui était la voie de navigation fluviale jusqu’à la mer, divisa Bologne et Ferrare.
En 1522, les bolonais convainquirent le Duc Alphonse Ier d'Este de dévier le Reno dans le Pô de Ferrare selon le tracé qui passe par Sant'Agostino, Mirabello, Vigarano Mainarda et Cassana.
En 1750, la rupture de Panfilia (rotta di panfilia) est à l’origine du nom de la forêt. En effet, la rupture des digues du fleuve Reno, dont les eaux envahirent le palais et la propriété du Marquis Panfilo Fachinetti située sur les bords fleuve, passa à la postérité sous le nom de Rotta di Panfilia.

### Nature

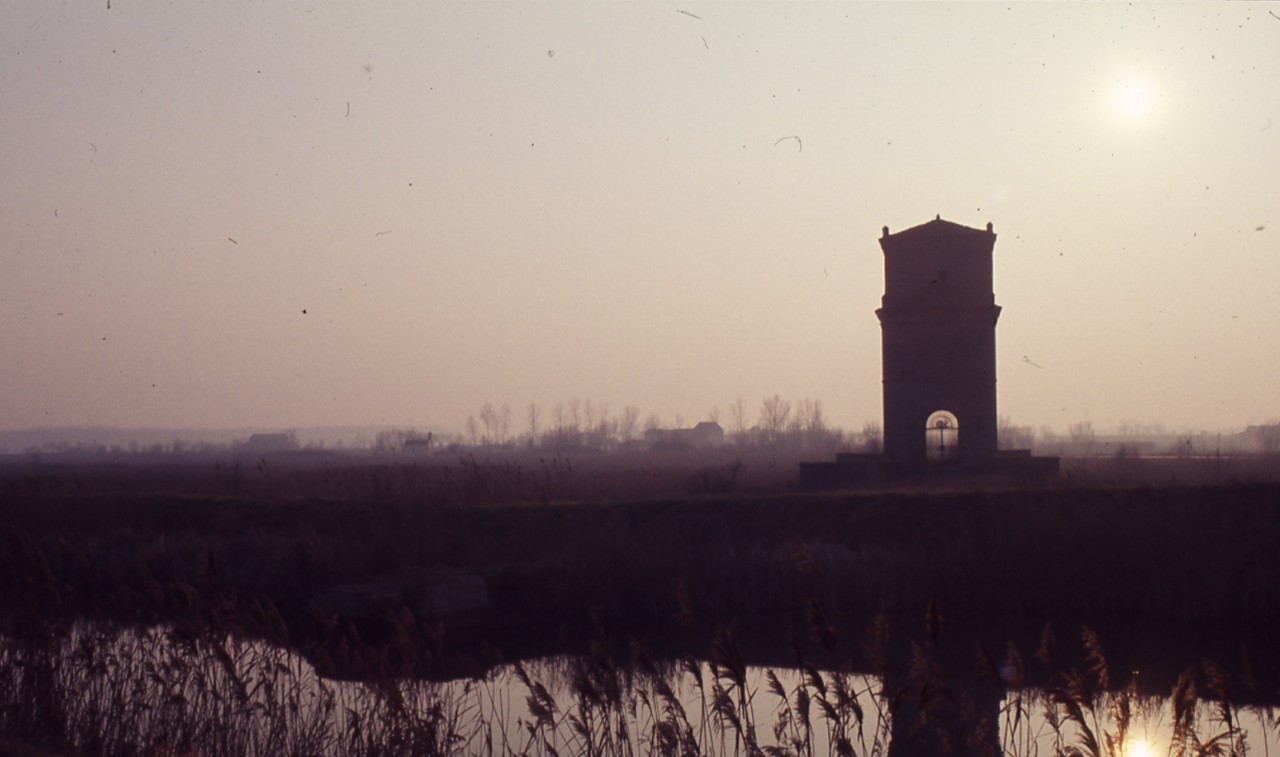
Photo par Paolo Monti, 1975.

La particularité première de cette forêt est d’être inondable à chaque crue du Reno ; Ce qui confère un caractère, peu commun, d’adaptabilité à une flore et une faune qui vit en symbiose avec le fleuve ; Cette particularité lui a valu d’être classée comme biotope d’un haut intérêt par la Société italienne de Botanique en 1971 et inscrite au programme Zone Nature 2000 par la Communauté européenne.
Pour l’aspect touristique, des parcs à automobiles sont aménagés ainsi que des sentiers pédestres avec points d’observation de la faune et de la flore. Parcours de trekking à cheval.
- Faune : Une multitude d’oiseaux sédentaires ou de passage est observable : Mésange, alouette, chardonneret, geai, coucou, pinson, pivert, etc.

Sans oublier les espèces vivant en ambiance humide : Martin pêcheur, bihoreau, Rousserolle effarvatte, cisticole, poule d’eau, héron, canard sauvage (col-vert), foulque, grèbe, aigrette et blongios nain.
Ainsi que ceux vivant dans les sous-bois : Faisan, rapace diurne et nocturne comme l’épervier, le faucon, la buse, la civette et la chouette hulotte. Sans oublier les reptiles comme la tortue d’eau.
À noter que la chasse y est rigoureusement interdite.
- Flore : La flore est typique des forêts humides de la Plaine du Pô : Chêne, peuplier (blanc et noir), frêne, saule, orme, mûrier, aulne, ainsi que des plantes de plus petite taille, noisetier, sureau, ronce, sanguinelle, troène, prunellier et aubépine.
- Truffe: La zone de la forêt est connue pour les truffes (blanches et noires) qui s’y trouvent et qui les rendent très appréciées dans les spécialités culinaires locales (fête de la truffe en septembre à Sant'Agiostino depuis une trentaine d’Années).

## Forêt de la Mesola

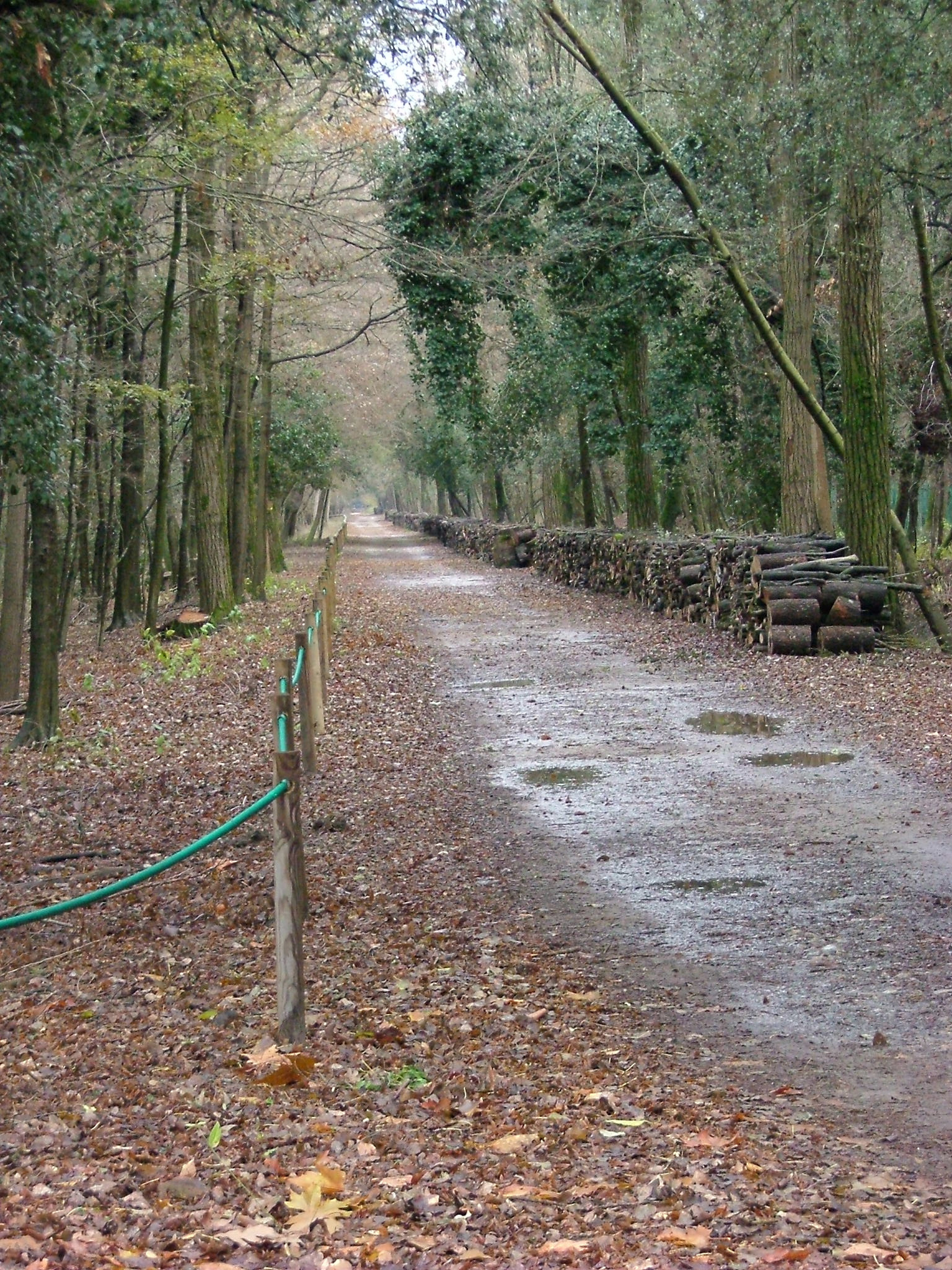
Forêt de la Mesola.

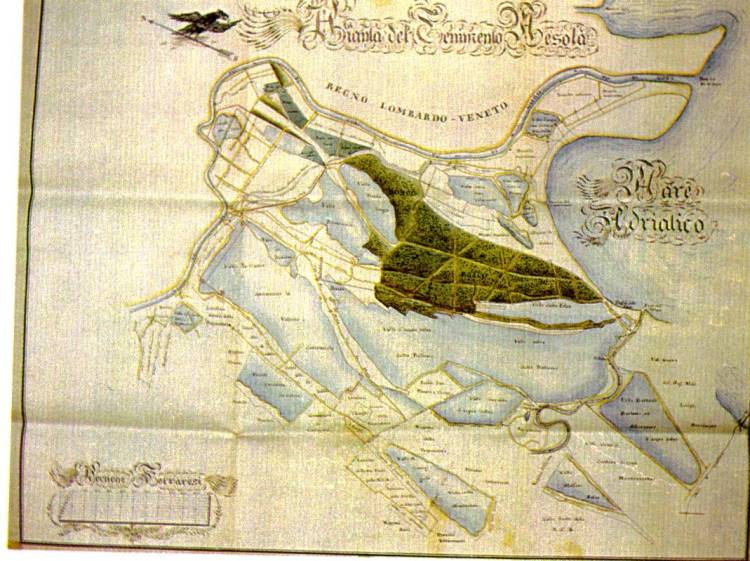
La forêt de la Masola sur une carte de la fin XIXe siècle.

La Réserve naturelle de la forêt de la Mesola s’étend sur une superficie de 836 hectares et est situé dans la province de Ferrare et plus précisément dans les communes de Goro, Codigoro et Mesola.
L'altitude varie de - 1 m à +3 m par rapport au niveau de la mer.
La réserve a été instituée en 1977 et aujourd’hui, est retenue comme réserve naturelle nationale.

### Nature
- Flore : La végétation est constituée des typiques plantes côtières et méditerranéennes comme chêne vert et le tamaris, mais aussi des arbres à fût élevé comme le pin parasol, le saule, le peuplier et le chêne.
- Faune : parmi les mammifères présents sur le parc on signale une population (environ 600) de Daims et une centaine de cerfs, dernière population des antiques cerfs de la plaine du Pô. D’autres mammifères présents comme le blaireau européen, le furet, l’hérisson commun et le campagnol.

Une grande variété d’oiseaux dont le merle noir, la fauvette à tête noire, la mésange charbonnière, la chouette hulotte.
Parmi les reptiles signalons la vipère aspic, la couleuvre verte et jaune, la tortue d'Hermann et la tortue des marais.
Les amphibiens sont également très abondants, spécialement le retour des grenouilles des bois, unique population au sud du fleuve Pô.

## Marais de Comacchio
Les Marais de Comacchio ou Valli di Comacchio, sont situés en province de Ferrare.

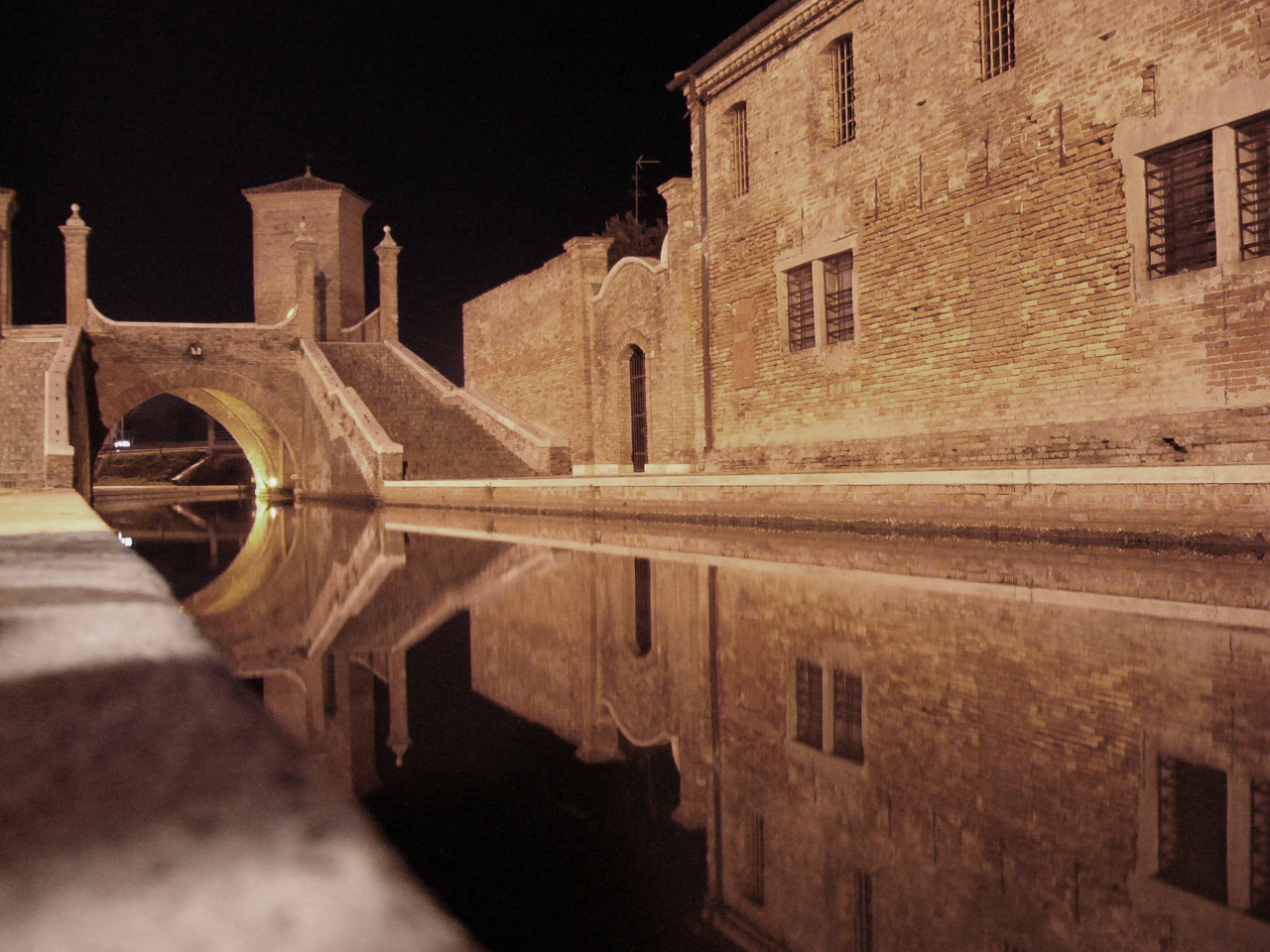
Les 3 ponts à Comacchio.

### Géophysique
Les marais de Comacchio naquirent aux environs du Xe siècle de l’abaissement du sol (subsidence) et de la transformation en marais de la zone côtière. Initialement, les marais étaient remplis d’eau douce provenant des alluvions des fleuves. À partir du XVIe siècle, ils se remplirent progressivement d’eau marine, formant l’aspect d’aujourd’hui, de marais saumâtres.
Les 73 000 hectares environ de marais à l’origine, sont progressivement réduits par les assèchements agraires (drainage agricole). Actuellement, le territoire s’étend sur 13 000 hectares de Comacchio au fleuve Reno.
C’est un complexe de lagunes et de marais qui couvrent 4 valli : Lido di Magnavacca,  Fossa di Porto,  Campo (Comacchio)  et Fattibello, qui constituent la zone humide la plus étendue d’Italie.

### nature
- Flore : Le chêne, le pin parasol, le fagus, la canne, le tamaris, sont quelques plantes les plus diffuses
- Faune : Les marais hébergent la plus grande variété de faune ornithologique d’Italie, avec plus de Modèle:Nobmre d’oiseaux comme les flamants roses, l’échasse blanche, l’aigrette garzette, le héron cendré et le martin pêcheur. Parmi les poissons, la dorade, l’anguille, le bar commun, le mulet, la sole. Parmi les mammifères, le renard roux.
- Points d’intérêt : La pêche est encore très pratiquée de nos jours à partir de cabanons typiques en planche, canne et paille.

## Marais de Campotto (Argenta)
Les marais de Campotto (Valli di Campotto) qui s’étendent sur 1 100 hectares de canaux, bassins d’expansion, bois et remblais, font partie du parc régional du Delta du Pô sur le territoire de la commune d’Argenta, dans la province de Ferrare.
Le nom du marais dérive de Campotto, le hameau plus méridional de la commune, compris dans le parc. Situés au sud de la cité, et délimités au nord par le fleuve Reno et au sud par les confins de provinciaux ; bien que non balnéaires les Valli di Campotto sont devenus un lieu tranquille pour les visites à pied ou à bicyclette, d’accès réglementé, au milieu de la nature, c’est aussi un lieu pour la pêche sportive.
Le toponyme campotto regroupe le nom de trois marais ou oasis : celui de Campotto, l’oasis Bassarone et l’ oasis de Valle Santa.

### L'oasis Bassarone
L'oasis Bassarone est la plus petite et la plus septentrionale des trois zones humides ; elle recueille les eaux du canal Lorgana, peu avant qu’il ne se jette dans le fleuve Reno. De forme trapézoïdale, l’oasis est séparée de celui de Campotto par un sentier pour visite guidée. Cette oasis a une importance historique par la présence de la fameuse église de San Giorgio du VIe siècle, ainsi que du point de vue nature par des étendues de nénuphars.

### L'oasis de Campotto
La vraie et propre oasis de Campotto ou aussi cassa di Campotto est le bassin d’expansion du torrent  Idice. Construit à l’époque moderne à la suite de l’assainissement des zones marécageuses des marais Padusa  (valle Padusa). Comme les nombreux torrents des Apennins finissaient en marais, à la suite de la déviation du fleuve Reno vers la mer par le cavo Benedettino. Le torrent Idice également dévié, a pris la fonction de recueillir les eaux de ces cours d’eau.
Canalisé au point de ressembler à un énorme fossé de drainage, l'Idice risquant néanmoins de déborder, l’oasis de Campotto fut réalisée avec une forme trapézoïdale, délimitée par l'Idice et le Reno, de telle manière qu’elle recueille l’excédant des crues du Reno.

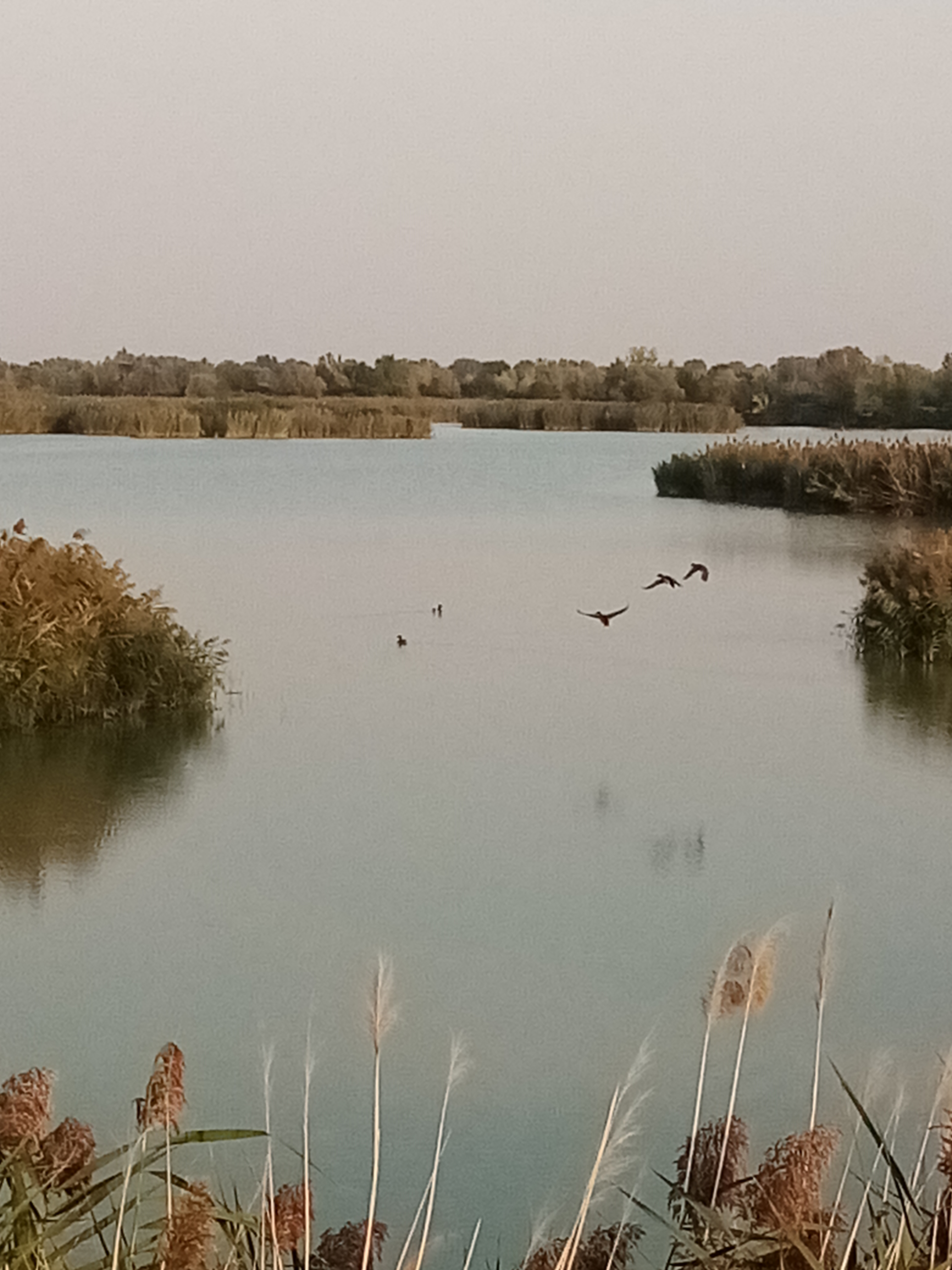
marais padusa

### L'oasis de Valle Santa
Séparée de l'oasis de Campotto par la forêt ou bosco del Traversante, l'oasis de Valle Santa, de forme triangulaire, est le bassin d’expansion du torrent Sillaro, provenant de Castel San Pietro Terme. Comme l'Idice, le Sillaro a été dévié de son lit naturel pour venir déboucher dans le Reno. L'oasis de Valle Santa a la même fonction de celle de Campotto, bien que de rôle inférieur de par le plus faible débit du torrent et le plus faible risque d’inondations. Sur un côté du bassin, se trouve une petite zone humide connue sous le nom de Prato umido di Valle Santa (pré humide de valle Santa).

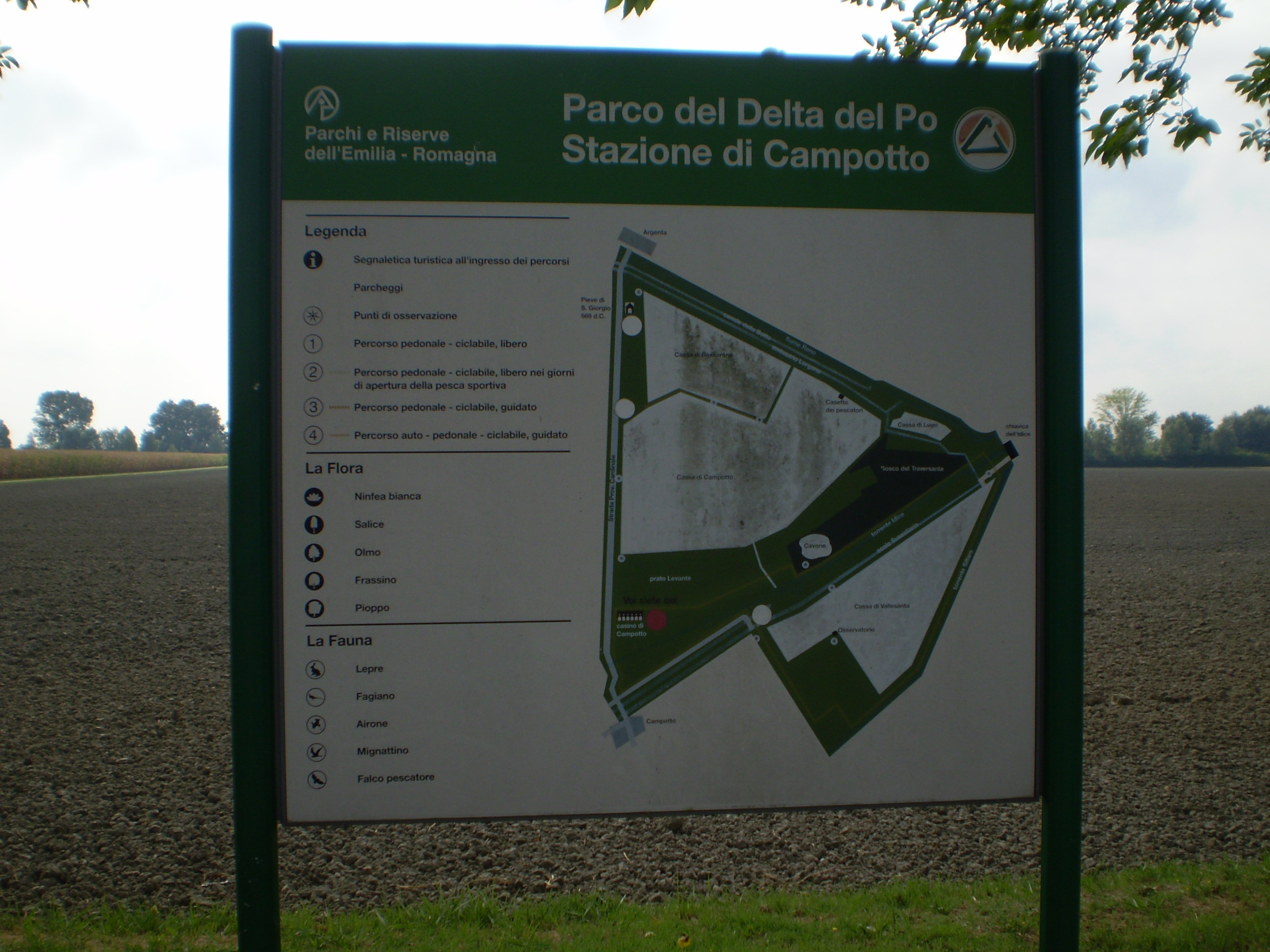
Carte des Valli d'Argenta.
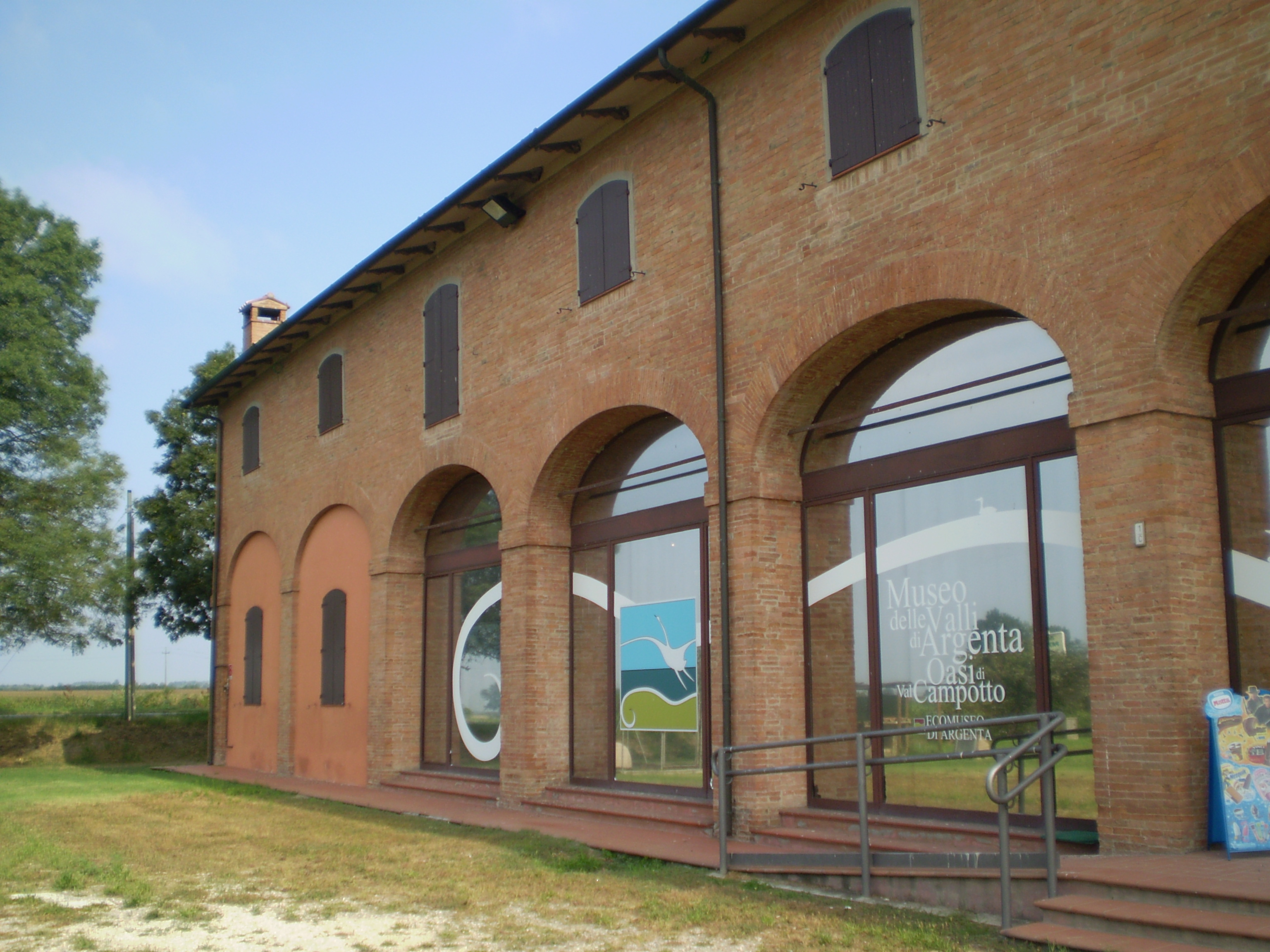
Le Muséo des Valli d'Argenta.

## Anse de Goro
L’anse de Goro ou Sacca di Goro, est une lagune d’une superficie de 2 600 hectares environ allant de l’embouchure du Pô de Volano jusqu’à celle du Pô de Goro. C’est, au sud, une langue de sable, ou plus exactement appelée barre ou lido, parallèle à la côte, constituée par des sédiments marins ou fluviaux et générée par effet d’ondes et courants. Cette barre marque la limite de la mer ouverte dont les eaux entrent dans l’anse par une bouche de 1 500 mètres de large.
Son origine, remontant aux deux derniers siècles, est due à une occlusion partielle d’une zone de mer ouverte, occasionnée par l’avancement des deux embouchures méridionales du delta du Pô (celles de Goro et de Gnocca).
Actuellement, l’anse est en eau libre dans sa partie centrale et recouverte de cannes dans sa partie orientale, appelée marais de Gorino.
La profondeur moyenne est de 60 à 70 centimètres avec un maxi de 2 mètres. Les eaux saumâtres ont une salinité qui varie en fonction de l’apport en eaux douces des Pô de Volano et Goro, ainsi que du Canalbianco qui se mélangent avec celles de la mer Adriatique.
Du point de vue de la nature et de l’ambiance, l’anse ou lagune, représente une zone humide majeure qui depuis 1981 est reconnue par la Convention de Ramsar d’importance internationale pour la faune ornithologique qui, avec les marais de Gorino font partie de la Réserve Naturelle Nationale.
L’économie est principalement basée sur la pêche en mer comme sur la pêche lagunaire.

### Marais de Gorino
La réserve naturelle Dune et île de la Poche de Gorino est une réserve naturelle d’Émilie-Romagne instituée en 1982, qui occupe une superficie de 479 hectares dans la province de Ferrare, à l’intérieur du parc régional.

## Pinèdes de Ravenne
La réserve naturelle Pinède de Ravenne est une réserve naturelle protégée de la Province de Ravenne qui comprend deux pinèdes d’environ 2 000 hectares à proximité du littoral qui font partie du Parc du delta du Pô. Son origine artificielle remonte à l’époque romaine, où était exploité le bois pour les embarcations et dont l’essence principale était le pin parasol.

### Pinède de Classe
La pinède de Classe est une grande pinède qui se trouve au sud de Ravenne, près du hameau de Classe et des localités de Fosso Ghiaia et Savio. Ses limites sont, au nord, la route qui mène à l’embouchure du fleuve Bevano et au sud par le fleuve même. La pinède est limitrophe du marais d'Ortazzo, site naturel de première importance pour la faune ornithologique et les espèces protégées.
Appelée dans l’antiquité Pineta di Chiassi et citée par Dante Alighieri dans le Purgatoire et par Boccace dans le Décaméron. La pinède sur une superficie de 900 hectares présente diverses variétés botaniques comme le chêne vert, le chêne pédonculé, le charme et le pin parasol.
- La faune : considérablement touchée par la présence de l’homme qui s’adonne à la chasse bien que ce soit un parc naturel du delta.

Parmi les oiseaux il faut noter la présence de pic (picidae), aigrette, échasse blanche, civette, héron cendré, etc. Présents aussi la tortue d’eau, le renard roux et une petite population de daims.

### Pinède de San Vitale
D’une superficie de 6 à 7 000 hectares quand elle appartenait à l’abbatial de Ravenne, aujourd’hui sa superficie de 1 100 hectares en fait la plus grande d’Émilie-Romagne qui s’étend de la route SS Romea à l’est, jusqu’aux faubourgs de Ravenne.
C’est une forêt mixte de pins et de feuillus ;
- La faune est particulièrement riche : parmi les oiseaux on trouve le pic épeiche, l’aigrette garzette, l’échasse blanche, la civette, etc. La tortue marine, le renard roux et le furet.

### Marais d'Ortazzo
La zone humide Ortazzo et territoires limitrophes est une oasis naturelle de 1 050 hectares située à l’embouchure du torrent Bevano, en province de Ravenne, Italie.
- Territoire : Il est formé de deux entités géographiquement distinctes : le val de Ortazzo, qui est un vaste marais d’eau douce de forme triangulaire constamment submergé par les eaux du Bevano et du canal Ghiaia, entre lesquels sont comprises, et la zone humide de l'Ortazzino, qui est une aire saumâtre contiguë à la plage, où alternent vase, cannes, dune avec végétation méditerranéenne et pinède côtière.

C’est une oasis naturelle du parc régional du delta du Pô d'Émilie-Romagne.
- Flore : Le val d'Ortazzo héberge un milieu caractérisé par une végétation halophile adaptée à l’ambiance saumâtre, avec alternance de juncaceaes comme le Juncus maritimus et Juncus acutus  et d’étendue de graminées du genre Puccinellia. La péninsule qui traverse le maraie héberge une pinède de Pin parasol. Parmi les végétaux dignes d’être mentionnés se trouvent entre autres Bassia hirsuta, Erianthus ravennae, Plantago cornuti, Spartina maritima et Trachomitum venetum (Apocino veneziano).

Le milieu de la zone humide d’Ortazzino est caractérisé par des prés arides, dunes côtières, salicornieti, joncs maritimes et arbustes thermophiles dominés par des genévriers communs) et d’épineux (Hippophae rhamnoides).
À l’arrière des dunes se trouve une pinède domaniale de pin maritime, remontant à 1881, qui s’ajoute à la végétation d’arbustes typiques des dunes.
- Faune : Parmi les mammifères, il faut remarquer la présence du vespertilion de Daubenton (chauve souris Myotis daubentonii). Occasionnellement sont aussi observables le furet et le porc-épic.

La faune ornithologique est particulièrement riche. La zone est un centre névralgique pour la migration, le rassemblement des oiseaux aquatiques et la nidification d’une variété de Charadriiformes, dont l’échasse blanche, l'avocette élégante, la sterne hansel, la sterne pierregarin, la Sterne naine, le pluvier à collier interrompu, le chevalier gambette, le goéland railleur et la mouette rieuse.
Parmi les Anatidaes (canards et oie) sont présents le Tadorne de Belon et occasionnellement la sarcelle d'hiver, la sarcelle d'été et la pie-grièche à poitrine rose.
Présence aussi de petits goujons de lagune (Knipowitschia panizzae), un petit poisson typique des eaux saumâtres.
Parmi les reptiles, la présence de Chalcides chalcides, un petit saurien de la famille des lézards.
Pour les insectes, la présence des coleoptera, Scarabaeus semipunctatus et Cicindela majalis.

## Salines de Cervia
La réserve naturelle Saline de Cervia est une aire naturelle protégée d'Émilie-Romagne. À l’intérieur de la réserve se trouvent deux salines : La Saline de Cervia et la Saline Camillone. Cette dernière maintient intact la tradition retransmise de père en fils depuis 2000 ans.
La saline de Cervia est d’origine étrusque, puis reprise par les Romains. Formée de plus de 10 bassins d’extraction du sel, un seul est encore en activité aujourd’hui. Près de la saline se trouvent les Thermes de Cervia qui utilisent toute l’eau salée pour le traitement des maladies articulaires et respiratoires.